# خبرگزاری ویتنام
خبرگزاری ویتنام ( انگلیسی: VIETNAM NEWS AGENCY) خبرگزاری رسمی و دولتی ویتنام مشهور به VNA است.
این خبرگزاری ۱۵ سپتامبر ۱۹۴۵ تاسیس شد و چنانچه در صفحه «درباره ما» آن بیان شده در ۶۳ شهر کشور ویتنام و ۳۰ کشور جهان شعبه دارد. این خبرگزاری از ۱۰۰۰ خبرنگار و دبیر و سردبیر و مجموعا ۲۳۰۰ نیروی انسانی بهره می برد و دفتر مرکزی آن در هانوی پایتخت کشور ویتنام است.